# Чемпионат Николаевской области по футболу
Чемпионат Николаевской области по футболу — областное соревнование украинского футбола среди любительских команд. В соревновании участвуют 16 клубов. Первый чемпионат был проведён в 1992/93 годах. Проводится под эгидой Федерации футбола Николаевской области.

## История
15 августа 1928 года в Николаевском округе (область была образована только в 1937 году) впервые начались соревнования между командами районов. на старт вышли семь команд: Баштанки, Варваровки, Николаевского, Очаковского, Новоодесского, Вознесенского и Владимировского районов. На первые матчи в Баштанку, Очаков и Вознесенск были делегированы николаевские арбитры — Гансман, Моренко и Хмельницкий. Команда Варваровки проиграла Очакову — 0:1, а Новая Одесса не приехала на игру в Вознесенск. Команда Николаевского района выиграла у команды Баштанки — 1:0.
Четыре команды-финалиста определили итоговые места. Матчи проходили на Красном стадионе (ныне — стадион «Пионер»)
25—27 августа. Команда из Очакова стала первым чемпионом Николаевщины.

## Все призёры чемпионата
| Год      | Победитель                                        | 2 место                                               | 3 место                                                   | Источник |
| -------- | ------------------------------------------------- | ----------------------------------------------------- | --------------------------------------------------------- | -------- |
| 1938     | «Судостроитель» (Завод им. Марти) Николаев        | «Спартак» Николаев                                    |                                                           |          |
| 1939     | «Судостроитель» (Завод им. Марти) Николаев        |                                                       |                                                           |          |
| 1940     | «Судостроитель» (Завод им. Марти) Николаев        |                                                       |                                                           |          |
| 1945     | «Судостроитель» (Завод им. Марти) Николаев        |                                                       |                                                           |          |
| 1946     | «Судостроитель» (Завод им. 61 коммунара) Николаев | «Строитель Юга» Николаев                              |                                                           |          |
| 1947     | «Динамо» Вознесенск                               | «Судостроитель» (Завод им. 61 коммунара) Николаев     |                                                           |          |
| 1948     | «Машиностроитель» Николаев                        | «Судостроитель-2» Николаев                            | «Динамо» Вознесенск                                       |          |
| 1950     | «Авангард» Николаев                               | «Динамо» Вознесенск                                   | «Урожай» Октябрьское                                      |          |
| 1951     | «Пищевик» Николаев                                | «Искра» Варваровка                                    | «Колгоспник» Баштанка                                     |          |
| 1952     | Варваровка                                        | «Пищевик» Николаев                                    | Октябрьское                                               |          |
| 1952     | «Пищевик» Николаев                                | «Искра» Очаков                                        | «Динамо» Вознесенск                                       |          |
| 1953     | «Водник» (Судоремонтный завод) Николаев           | «Авангард» Николаев                                   | «Колгоспник» Снигирёвка                                   |          |
| 1954     | «Авангард» Николаев                               | «Строитель» Николаев                                  | «Спартак» Вознесенск                                      |          |
| 1955     | «Авангард» (Новый Водопой) Николаев               | «Спартак» Вознесенск                                  | «Авангард» (Сталинский район, ЮТЗ) Николаев               |          |
| 1956     | «Авангард» (Завод им. Носенко) Николаев           | «Строитель» Николаев                                  | «Авангард-3» (Сталинский район, ЮТЗ) Николаев             |          |
| 1957     | «Строитель» Николаев                              |                                                       |                                                           |          |
| 1958     | «Торпедо» Николаев                                |                                                       |                                                           |          |
| 1959     | «Торпедо» Николаев                                | «Вымпел» Николаев                                     | Октябрьское                                               |          |
| 1960     | «Торпедо» Николаев                                | «Авангард» Николаев                                   | «Вымпел» Николаев                                         |          |
| 1961     | «Торпедо» Николаев                                | «Авангард» Николаев                                   | «Трактор» Снигирёвка                                      |          |
| 1962     | «Вымпел» Николаев                                 | Первомайск                                            |                                                           |          |
| 1963     | «Торпедо» Николаев                                | ГДО Первомайск                                        | «Вымпел» Николаев                                         |          |
| 1964     | «Вымпел» Николаев                                 | «Торпедо» Николаев                                    | Первомайск                                                |          |
| 1965     | «Торпедо» Николаев                                | Команда з-да им. Носенко Николаев                     | «Авангард» Первомайск                                     |          |
| 1966     | «Авангард» (Ленинский район) Николаев             |                                                       |                                                           |          |
| 1967     | «Авангард» (Ленинский район) Николаев             | «Спартак» (Ремонтно-строительное управление) Николаев | «Торпедо» Николаев                                        |          |
| 1968     | «Строитель» Первомайск                            | «Спартак» Николаев                                    | «Чайка-Авангард» Николаев                                 |          |
| 1969     | «Спартак» Николаев                                | «Волна» Николаев                                      | «Торпедо» Николаев                                        |          |
| 1970     | «Волна» Николаев                                  | «Судостроитель» Николаев                              | «Океан» Николаев                                          |          |
| 1971     | «Спартак» Первомайск                              | «Волна» Николаев                                      | «Янтарь» Новая Одесса                                     |          |
| 1972     | «Волна» Николаев                                  |                                                       |                                                           |          |
| 1973     | «Судостроитель» Николаев                          | «Торпедо» Николаев                                    | «Коммунаровец» Николаев                                   |          |
| 1974     | «Волна» Николаев                                  | «Океан» Николаев                                      | «Торпедо» Николаев, «Коммунаровец» Николаев               |          |
| 1975     | «Волна» Николаев                                  | «Водник» Николаев                                     | «Океан» Николаев                                          |          |
| 1976     | «Океан» Николаев                                  | «Водник» Николаев                                     | «Волна» Николаев                                          |          |
| 1977     | «Фрегат» Первомайск                               | «Волна» Николаев                                      | «Водник» Николаев                                         |          |
| 1978     | «Волна» Николаев                                  | «Фрегат» Первомайск                                   | «Водник» Николаев                                         |          |
| 1979     | «Волна» Николаев                                  | «Торпедо» Николаев                                    | «Коминтерн» Баштанка                                      |          |
| 1980     | «Океан» Николаев                                  | «Комунаровец» Николаев                                | «Волна» Николаев                                          |          |
| 1981     | «Волна» Николаев                                  |                                                       |                                                           |          |
| 1982     | «Торпедо» Николаев                                | «Волна» Николаев                                      |                                                           |          |
| 1983     | «Волна» Николаев                                  | «Фрегат» Первомайск                                   | «Водник» Николаев                                         |          |
| 1984     | «Судостроитель» Николаев                          | «Фрегат» Первомайск                                   | «Волна» Николаев                                          |          |
| 1985     | «Водник» Николаев                                 | «Волна» Николаев                                      | «Звезда» Николаев                                         |          |
| 1986     | «Звезда» Николаев                                 | «Водник» Николаев                                     | «Фрегат» Первомайск                                       |          |
| 1987     | «Водник» Николаев                                 | «Искра» Первомайск                                    | «Волна» Николаев                                          |          |
| 1988     | «Водник» Николаев                                 | «Маяк» Очаков                                         | «Искра» Первомайск                                        |          |
| 1989     | «Маяк» Очаков                                     | «Фрегат» Первомайск                                   | «Водник» Николаев                                         |          |
| 1990     | «Водник» Николаев                                 | «Фрегат» Первомайск                                   |                                                           |          |
| 1991     | «Олимпия ФК АЭС» Южноукраинск                     | «Комунаровец» Николаев                                | «Колос» Новокрасное                                       |          |
| 1992/93  | «Олимпия ФК АЭС» Южноукраинск                     | «Коммунаровец» Николаев                               | «Кооператор» Новый Буг                                    |          |
| 1993/94  | «Нива» Нечаянное                                  | «Меркурий» Первомайск                                 | «Гидролизник» Ольшанское                                  |          |
| 1994/95  | «Меркурий» Первомайск                             | «Нива» Нечаянное                                      | «Олимпия ФК АЭС» Южноукраинск                             |          |
| 1995/96  | «Колос» Степовое                                  | СК «Первомайск» Первомайск                            | СК «Николаев-2» Николаев                                  |          |
| 1996/97  | «Колос» Степовое                                  | СК «Первомайск» Первомайск                            | «Нива» Нечаянное                                          |          |
| 1997/98  | «Гидролизник» Ольшанское                          | «Колос» Степовое                                      | «Нива» Нечаянное                                          |          |
| 1998/99  | «Колос» Степовое                                  | СК «Николаев-2» Николаев                              | «Сельхозхимия» Новый Буг                                  |          |
| 1999 (о) | «Колос» Степовое                                  | СК «Николаев-2» Николаев                              | СК «Вознесенск» Вознесенск                                |          |
| 2000     | «Колос» Степовое                                  | СК «Николаев-2» Николаев                              | СК «Первомайск» Первомайск                                |          |
| 2001     | «Водник» Николаев                                 | «Колос» Степовое                                      | «Металлург» Николаев                                      |          |
| 2002     | «Водник» Николаев                                 | ФК" Николаев-2" Николаев                              | «Колос» Степовое                                          |          |
| 2003     | «Колос» Степовое                                  | «Славия» Баштанка                                     | «Дизельмаш» Первомайск                                    |          |
| 2004     | «Славия» Баштанка                                 | «Колос» Степовое                                      | «Дизельмаш» Первомайск                                    | [ 5 ]    |
| 2005     | «Торпедо» Николаев                                | «Славия» Баштанка                                     | «Колос» Степовое                                          | [ 6 ]    |
| 2006     | «Торпедо» Николаев                                | ФК «Вороновка» Вороновка                              | «Колос» Степовое                                          |          |
| 2007     | ФК «Вороновка» Вороновка                          | «Торпедо» Николаев                                    | «Колос» Степовое                                          | [ 7 ]    |
| 2008     | «Торпедо» Николаев                                | ФК «Вороновка» Вороновка                              | ФК «Новопетровка» Новопетровка                            | [ 8 ]    |
| 2009     | ФК «Казанка» Казанка                              | ФК «Вороновка» Вороновка                              | «Торпедо» Николаев                                        | [ 9 ]    |
| 2010     | «Торпедо» Николаев                                | ФК «Вороновка» Вороновка                              | «Тепловик» Южноукраинск                                   | [ 10 ]   |
| 2011     | «Торпедо» Николаев                                | ФК «Вороновка» Вороновка                              | «Лан-Каскад» Щербани                                      | [ 11 ]   |
| 2012     | «Энергия» Николаев                                | «Торпедо» Николаев                                    | ФК «Вороновка» Вороновка                                  |          |
| 2013     | «Торпедо» Николаев                                | МФК «Первомайск»                                      | «Варваровка» Николаев                                     |          |
| 2014     | «Колос» Степовое                                  | «Варваровка» Николаев                                 | «Аграрник» Великая Мечетня, «Автолокомотив» Южноукраинск  | [ 12 ]   |
| 2015     | Врадиевка                                         | «Первомайск» Первомайск                               | «Лицей» Казанка, «Автолокомотив» Южноукраинск             | [ 14 ]   |
| 2016     | Врадиевка                                         | «Первомайск» Первомайск                               | «Автолокомотив» Южноукраинск                              |          |
| 2017     | «Первомайск» Первомайск                           | «Ингулец» Снигирёвка                                  | «Каменное» Новобугский район/«Автолокомотив» Южноукраинск |          |
| 2018     | «Первомайск» Первомайск                           | «Люкс-Агро» Новая Одесса                              | «Агролидер» Широковская ОТГ/«Укр-Нива-Бразил» Березанка   | [ 15 ]   |
| 2019     | «Варваровка»                                      | «Вороновка»                                           | «Первомайск» Первомайск                                   | [ 16 ]   |

## Лучшие бомбардиры за сезон
| Год  | Лучший бомбардир | Второй бомбардир         | Третий бомбардир           |
| ---- | ---------------- | ------------------------ | -------------------------- |
| 2003 | Тарасов (24)     | Россошинский (16)        | Кочнев (15)                |
| 2004 | Забранский (23)  | Булах (22)               | Зайко (13)                 |
| 2005 | Скрипка (17)     | Галстян (14)             | Боровский, Тормозов (по 8) |
| 2006 | Галстян (16)     | Вакарь (12)              | Щербина (10)               |
| 2007 | Вакарь (11)      | Булах (10)               | Роенко (9)                 |
| 2008 | Бабейко (18)     | Брынза (13)              | Сацюк, Шпартко (по 11)     |
| 2009 | Булах (15)       | Чемерис (11)             | Пашковский (10)            |
| 2010 | Гранковский (13) | Щербина (11)             | Процышен (10)              |
| 2011 | Титомир (10)     | Булах, Славинский (по 9) | Тормозов (8)               |

В скобках указано количество забитых мячей.

## Победители второй группы
| Год  | Победитель                     | 2 место                        | 3 место                        |
| ---- | ------------------------------ | ------------------------------ | ------------------------------ |
| 2002 | «Шляховой» Мариновка           | «Берест» Березнеговатое        | «ДЮК» Кривое Озеро             |
| 2003 | «Березань» Березанка           | «Основа» Романова Балка        | «Океан» Николаев               |
| 2004 | «Виктория» Новый Буг           | «Агрономия»                    | «Лан» Щербани                  |
| 2005 | ФК «Вороновка»                 | «Агросвит» Новопетровка        | «Березань» Березанка           |
| 2006 | «Агросвит» Новопетровка        | «Варваровка» Николаев          | «Автолокомотив» Южноукраинск   |
| 2007 | ФК «Новопетровка» Новопетровка | «Лан» Щербани                  | «Олимп-Агро» Снигирёвка        |
| 2008 | ФК «Казанка» Казанка           | «МГК» Вознесенск               | «Олимп-Агро» Снигирёвка        |
| 2009 | ФК «Баловное» Баловное         | ФК «Новопетровка» Новопетровка | ФК «Зелёный Гай»               |
| 2010 | «Лан» Щербани                  | ФК «Первомайск» Первомайск     | «Каскад» Каменка               |
| 2011 | ФК «Зелёный Гай»               | «Висла» Привольное             | ФК «Новопетровка» Новопетровка |
| 2012 | ФК «Казанка» Казанка           | «УкрНива» Березанка            | «Автомобилист» Николаев        |
| 2013 |                                |                                |                                |
| 2014 |                                |                                |                                |
| 2015 |                                |                                |                                |
| 2016 |                                |                                |                                |
| 2017 |                                |                                |                                |
| 2018 | «Виктория» Березнеговатое      | «Милан» Николаев               |                                |

## Переходные матчи
В 1960-х годах победитель областного чемпионата получал право побороться за место в классе «Б» непосредственно в очных матчах с командой, представляющей область в чемпионате СССР. Ниже в таблице приведены результаты этих матчей. Первыми указаны команды, на полях которых прошёл первый матч.
| Год  | 1 команда                | 2 команда                | Счёт     |
| ---- | ------------------------ | ------------------------ | -------- |
| 1961 | «Торпедо» Николаев       | «Судостроитель» Николаев | 1:1, 0:2 |
| 1962 | «Вымпел» Николаев        | «Судостроитель» Николаев | 1:6, 0:2 |
| 1963 | «Торпедо» Николаев       | «Судостроитель» Николаев | 0:0, 1:3 |
| 1964 | «Вымпел» Николаев        | «Судостроитель» Николаев | 1:1, 1:2 |
| 1965 | «Судостроитель» Николаев | «Торпедо» Николаев       | 4:0, 2:1 |

## Открытый зимний чемпионат Николаевской области
В период зимнего межсезонья ФФНО ежегодно проводит футбольный турнир. Матчи турнира проходят на полях с искусственным покрытием ЦГС и спорткомплекса «Зоря-Машпроект». Традиционно наряду с командами Николаевщины к участию в турнире допускаются коллективы из Херсонской области. Участники турнира делятся на 2 дивизиона, называемые «Первая группа» и «Вторая группа». Команды второй группы в свою очередь разделены на 2 группы («А» и «Б»). Команды на турнире проводят матчи в один круг с другими командами своей группы (Первой, либо Второй А, либо Второй Б). По завершении турнира первые три команды Первой группы становятся призёрами чемпионата. Победители групп А и Б второй группы в дополнительном матче разыгрывают между собой звание победителя второй группы

### Победители Первой группы
| Год  | Победитель            | 2 место               | 3 место                                    |
| ---- | --------------------- | --------------------- | ------------------------------------------ |
| 1999 | «Колос» Степовое      |                       |                                            |
| 2000 | «Колос» Степовое      |                       |                                            |
| 2001 | «Колос» Степовое      |                       |                                            |
| 2002 | «Колос» Степовое      | «Николаев-2»          | «Металлург» Николаев                       |
| 2003 | «Колос» Степовое      | «Портовик» Николаев   | «Николаев-2»                               |
| 2004 | «Николаев-2»          | «Колос» Степовое      | «Каскад»                                   |
| 2005 | «Колос» Степовое      | «Металлург» Николаев  | «Славия» Баштанка                          |
| 2006 | «Торпедо» Николаев    | ФК «Вороновка»        | «Колос» Степовое                           |
| 2007 | «Колос» Степовое      | «Торпедо» Николаев    | ФК «Вороновка»                             |
| 2008 | «Варваровка» Николаев | ФК «Вороновка»        | «Строитель» Николаев                       |
| 2009 | «Торпедо» Николаев    | «Варваровка» Николаев | ФК «Вороновка»                             |
| 2010 | «Торпедо» Николаев    | ФК «Вороновка»        | «Энергия» Новая Каховка Херсонская область |
| 2011 | «Торпедо» Николаев    | МФК «Николаев»        | ФК «Вороновка»                             |
| 2012 | «Торпедо» Николаев    | «Лан» Щербани         | «Варваровка» Николаев                      |
| 2013 | «Энергия» Николаев    | «Торпедо» Николаев    | «Варваровка» Николаев                      |
| 2014 | «Варваровка» Николаев | «Степовое»            | «Торпедо» Николаев                         |

### Призёры второй группы
| Год  | Победитель                    | 2 место               | 3 место              |
| ---- | ----------------------------- | --------------------- | -------------------- |
| 2005 | «Янтарь»                      | «Вороновка»           | «Океан»              |
| 2006 | «Агросвит»                    | «Океан»               | «Металлург-ветераны» |
| 2007 | СДЮШОР-НУК                    | НГГУ                  | «Радсад»             |
| 2008 | «Калиновка»                   | «Металлург»           | «Океан»              |
| 2009 | «Металлург-ветераны» Николаев | «Дельта-Буг» Баловное | «Портовик»           |
| 2010 | «Николаев-ветераны» Николаев  | «Славия» Баштанка     | «Нианат»             |

| Год  | Этап      | 1 команда                | 2 команда            | Счёт         |
| ---- | --------- | ------------------------ | -------------------- | ------------ |
| 2011 | Финал     | «Николаев-ветераны»      | СКА Николаев         | 2:0          |
|      | 3-е место | «Динамо» Николаев        | «Ингулец» Снигирёвка | 2:0          |
| 2012 | Финал     | СК «Энергия» Николаев    | «Висла» Привольное   | 4:0          |
|      | 3-е место | «Николаев-ветераны»      | «Скиф-Центр»         | 2:2 п.п. 4:2 |
| 2013 | Финал     | ФК «Вороновка» Вороновка | «Элит-Такси» Херсон  | 2:1          |
|      | 3-е место | «Водник-Октябрьск»       | «Николаев-ветераны»  | 1:0          |

| Год  | Победитель | 2 место     | 3 место |
| ---- | ---------- | ----------- | ------- |
| 2014 | «Сталь»    | «Торпедо-2» | «Лия»   |

## Лучший футболист области
Версия Николаевской областной ассоциации спортивных журналистов
- 1997 — Владимир Пономаренко
- 1998 — Владимир Пономаренко
- 1999 — Вячеслав Жениленко
- 2000 — Борис Ткачёв
- 2001 — Владимир Скрипка
- 2002 — Вячеслав Жениленко
- 2003 — Вячеслав Жениленко
- 2004 — Вячеслав Жениленко[40]
- 2005 — Сергей Бугай[41]
- 2006 — Сергей Потапов[42]
- 2007 — Андрей Оксимец[43]
- 2008 — Александр Лавренцов[44]
- 2009 — Андрей Бобко[45]
- 2010 — Сергей Карпов[46]
- 2011 — Дмитрий Волков[47]
- 2012 — Олег Чуваев[48]
- 2013 — Михаил Сергийчук[49][50]
- 2014 — Вячеслав Поднебенный[51]
- 2015 — Виктор Берко[52]
- 2016 — Валерий Рогозинский[53]
- 2017 — Виктор Берко[54]
- 2018 — Игорь Семенина[55]
- 2019 — Роман Попов[56]
- 2020 — Богдан Кушниренко[57]
- 2021 — Сергей Кравченко[58]